# (31323) Lysá hora
(31323) Lysá hora – planetoida z pasa głównego asteroid okrążająca Słońce w ciągu 4 lat i 232 dni w średniej odległości 2,78 j.a. Została odkryta 27 kwietnia 1998 roku w obserwatorium astronomicznym w Ondřejovie przez Petra Pravca. Nazwa planetoidy pochodzi od Łysej Góry (1324 m n.p.m.) najwyższego szczytu Beskidu Morawsko-Śląskiego. Przed jej nadaniem planetoida nosiła oznaczenie tymczasowe (31323) 1998 HC29.